# Plaza Güemes (La Plata)
La Plaza Güemes se encuentra ubicada en la ciudad de La Plata, Provincia de Buenos Aires, República Argentina. Está en el cruce de las avenidas 19 y 38.
Su denominación se remonta a 1938, evoca al caudillo salteño Martín Miguel de Güemes, quien luchó por la independencia argentina y defendió la frontera norte del territorio patrio.
En ella se erige el monumento a Güemes, ordenado el 25 de agosto de 1965 por medio de la ordenanza 3381. En 1974 se sanciona la ley provincial 8250, que autorizaba a erigir dicho monumento en la plaza que lleva su nombre. Finalmente, el busto que se colocó el 23 de marzo de 1981 fue donado por el gobierno de Salta a la Municipalidad de La Plata.
Fue rediseñada en 1966, incorporándose canteros, senderos y juegos infantiles.
Frente a la plaza , sobre avenida 38, se encuentra la iglesia Nuestra Señora de Lourdes. Su piedra fundamental se colocó en 1921, mientras que el colegio contiguo data de 1961. En 1992 apareció en uno de los vidrios de colegio una imagen de la Virgen, que fue trasladado luego a una gruta colocada junto a la iglesia.